# Кадук смугастий
Кадук смугастий (Myrmotherula surinamensis) — вид горобцеподібних птахів родини сорокушових (Thamnophilidae). Мешкає в Південній Америці.

## Опис

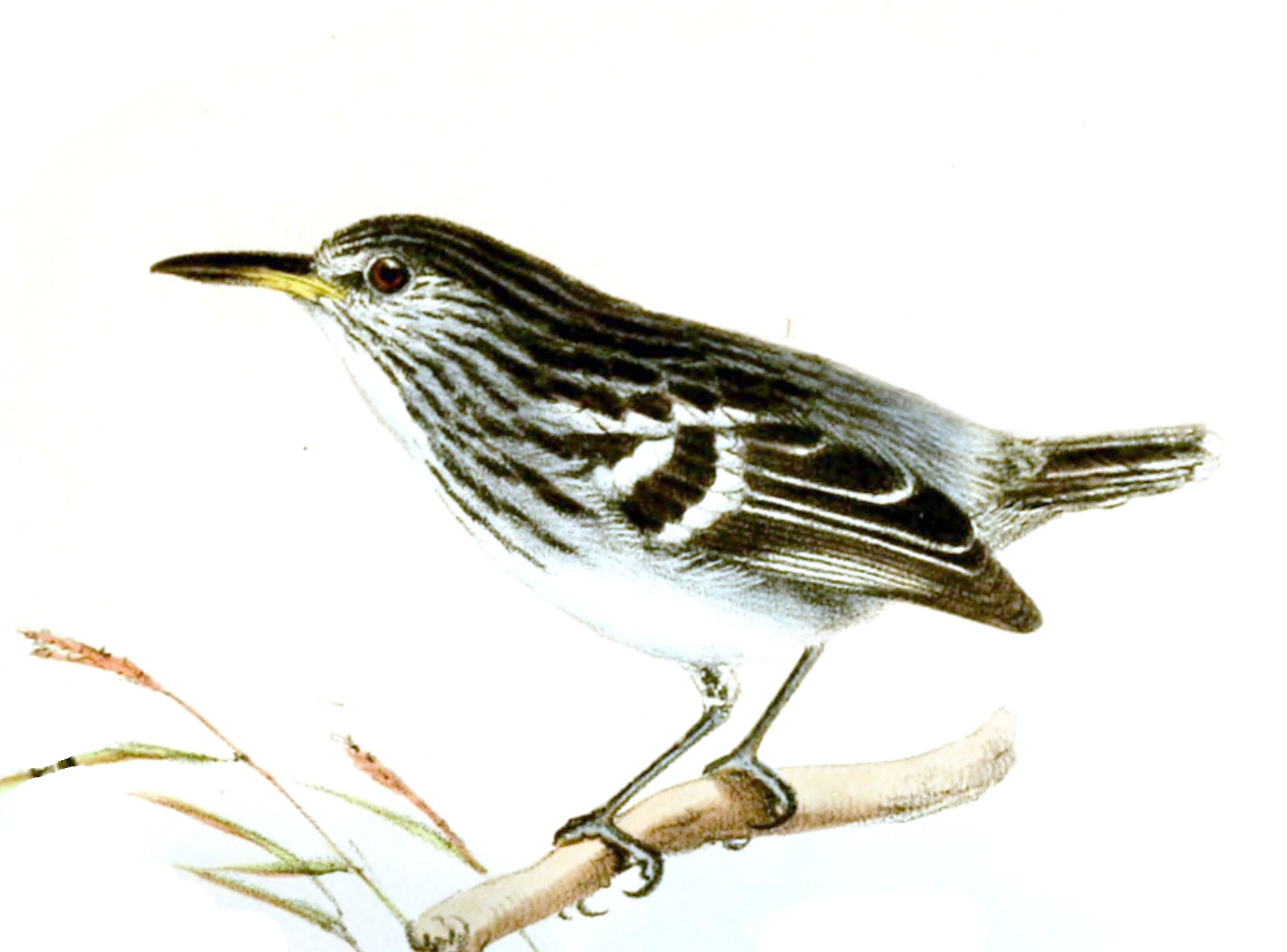
Смугастий кадук

Довжина птаха становить 9-10 см, вага 7-9 г. Самець чорний, поцяткований білими смужками на верхній частина тіла, на крилах дві широкі чорні смуги, кінчики пер на крилах білі. Нижня частина тіла білувата, поцятковані чорними смужками. Голова самиці рудувато-коричнева, верхня частина тіла чорна, поцяткована білими смужками, горло оранжево-жовте, нижня частина тіла жовтувато-коричнева.

## Поширення і екологія
Карликові кадуки мешкають в Бразилії, Колумбії, Венесуелі, Гаяні, Французькій Гвіані та Суринамі. Вони живуть у варзейських і мангрових лісах, а також в чагарникових заростях на висоті до 450 м над рівнем моря.

## Поведінка
Смугасті кадуки харчуються комахами, павуками та іншими безхребетними, яких ловлять в густих заростях поблизу води.

## Збереження
МСОП вважає цей вид вразливим. Йому загрожує знищення природного середовища.